# Mancilan
Mancilan is een bestuurslaag in het regentschap Jombang van de provincie Oost-Java, Indonesië. Mancilan telt 7748 inwoners (volkstelling 2010).